# Тоні Ромо
Антоніо Раміро Ромо (англ. Antonio Ramiro Romo) (народився в 1980 році) — колишній професійний гравець в американський футбол, на позиції квотербека. Дебютував у Національній футбольній лізі 2006 року. Виступав за команду «Даллас Ковбойс».
28 травня 2011 одружився з Кендіс Кроуфорд, сестрою актора Чейса Кроуфорда. У пари троє синів: Хокінс Кроуфорд Ромо (нар. 9 квітня 2012), Ріверс Ромо (нар. 18 березня 2014 року) і Джонс МакКой Ромо (нар. 23 серпня 2017).